# NGC 3176
NGC 3176 (również PGC 29907) – galaktyka spiralna (Sbc), znajdująca się w gwiazdozbiorze Hydry. Odkrył ją Ormond Stone w 1886 roku. Identyfikacja obiektu nie jest pewna (galaktyka ta znajduje się 1° na południe od pozycji podanej przez Stone’a), stąd w niektórych katalogach lub bazach obiektów astronomicznych nazwa NGC 3176 nie jest stosowana (np. SIMBAD) lub podaje się, że to obiekt nieistniejący (np. NASA/IPAC Extragalactic Database).